# James Harlan
Pour les articles homonymes, voir Harlan.
James Harlan, né le 26 août 1820 dans le comté de Clark (Illinois) et mort le 5 octobre 1899 à Mount Pleasant (Iowa), est un homme politique américain. Membre du Parti whig, du Parti du sol libre puis du Parti républicain, il est secrétaire à l'Intérieur entre 1865 et 1866 dans l'administration du président Andrew Johnson et sénateur de l'Iowa entre 1855 et 1865 puis entre 1867 et 1873.

## Sources
- (en) Cet article est partiellement ou en totalité issu de l’article de Wikipédia en anglais intitulé « James Harlan (senator) » (voir la liste des auteurs).